# Ossuaire de Lupstein
Pour les articles homonymes, voir Ossuaire (homonymie).
L'ossuaire de Lupstein est un monument historique situé à Lupstein, dans le département français du Bas-Rhin.

## Localisation
Ce bâtiment est situé rue Principale à Lupstein. Il est dans le cimetière du village, entre l'église et la mairie.

## Historique
L'édifice fait l'objet d'une inscription au titre des monuments historiques depuis 1993.